# 霊石県

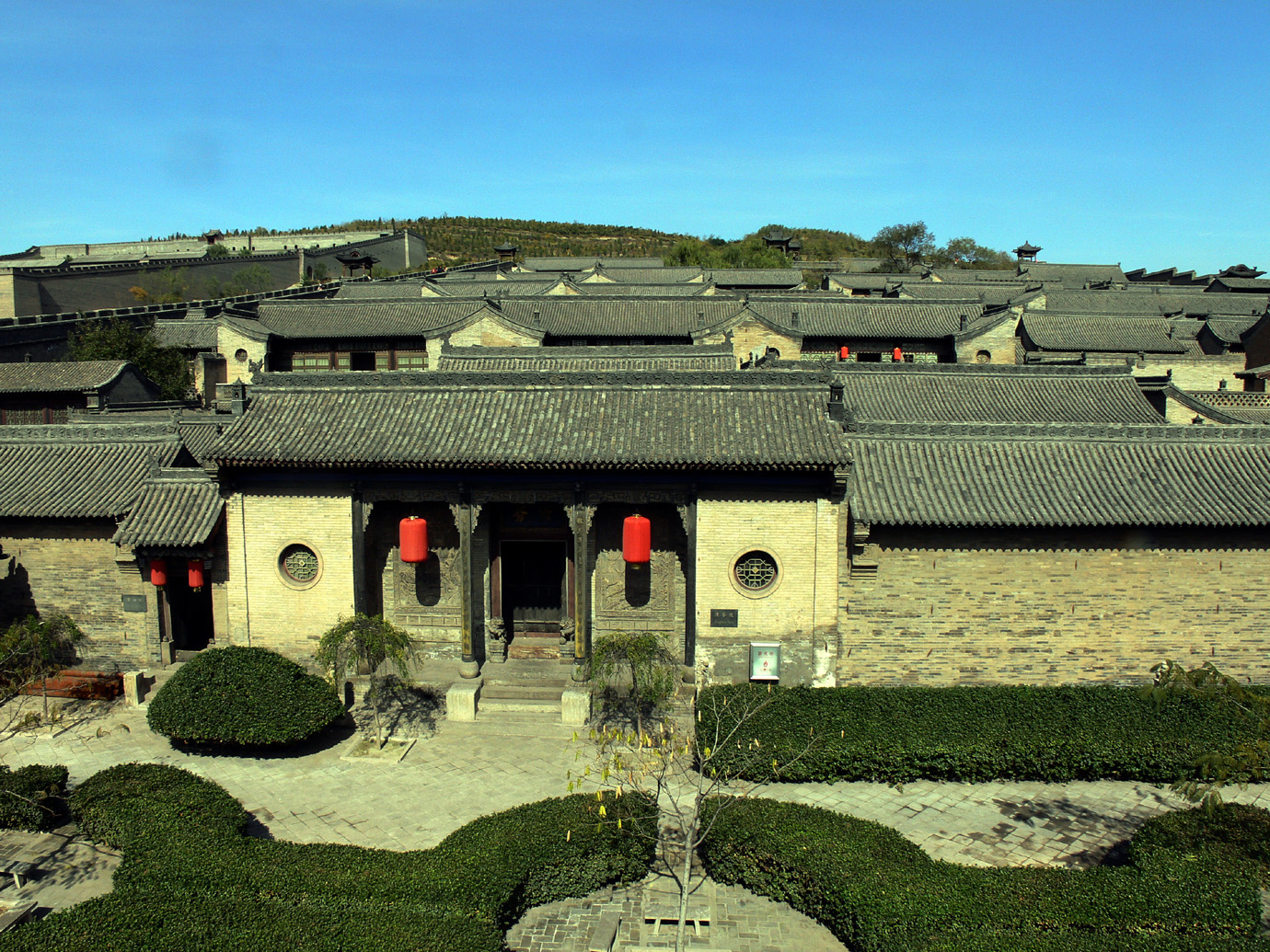
王家大院の紅門堡・清芬院

霊石県（れいせき-けん）は中華人民共和国山西省晋中市に位置する県。

## 歴史
590年（開皇10年）、隋代により設置された。1958年に廃止となり介休県に編入されたが、1960年に再設置され現在に至る。

## 行政区画
- 鎮:翠峰鎮、静升鎮、両渡鎮、夏門鎮、南関鎮、段純鎮
- 郷:英武郷、王禹郷、壇鎮郷、梁家墕郷、交口郷

## 名所
- 王家大院
- 資寿寺
- 晋祠廟
- 霊石后土廟
- 静升文廟